# Kritična infrastruktura
Kritična infrastruktura predstavlja infrastrukturu koja je vitalna za neku zemlju ili zajednicu i čije oštećenje ili gubitak vodi do gubitka isporuke neke usluge. U različitim zemljama postoji različit broj elemenata koji se smatraju kritičnom infrastrukturom.

## Hrvatska
Zakon o nacionalnim kritičnim infrastrukturama u ovu kategoriju ubraja sljedeće elemente:
- energetika (proizvodnja, akumulacije i brane, prijenos, skladištenje, transport energenata i energije, sustavi za distribuciju)

- komunikacijska i informacijska tehnologija (elektroničke komunikacije, prijenos podataka, informacijski sustavi, pružanje audio i audiovizualnih medijskih usluga)

- promet (cestovni, željeznički, zračni, pomorski i promet unutarnjim plovnim putovima)

- zdravstvo (zdravstvena zaštita, proizvodnja, promet i nadzor lijekova)
- vodno gospodarstvo (regulacijske i zaštitne vodne građevine i komunalne vodne građevine)
- hrana (proizvodnja i opskrba hranom i sustav sigurnosti hrane, robne zalihe)
- financije (bankarstvo, burze, investicije, sustavi osiguranja i plaćanja)
- proizvodnja, skladištenje i prijevoz opasnih tvari (kemijski, biološki, radiološki i nuklearni materijali)
- javne službe (osiguranje javnog reda i mira, zaštita i spašavanje, hitna medicinska pomoć)
- nacionalni spomenici i vrijednosti.

Osim spomenutih kategorija, Vlada Republike Hrvatske može odrediti kritičnu infrastrukturu i iz drugih sektora.

## Sjedinjene Američke Države
U Sjedinjenim Američkim Državama 16 se elemenata ubraja pod kritičnu infrastrukturu sukladno Nacionalnom planu zaštite infrastrukture (The National Infrastructure Protection Plan [NIPP]).
- kemijska infrastruktura
- trgovački objekti
- komunikacije
- kritična proizvodnja
- brane
- baza obrambene industrije
- hitne službe
- energetika
- financijske usluge
- hrana i poljoprivreda
- upravni objekti
- zdravstvo i javno zdravstvo
- informacijska tehnologija
- nuklearni reaktori, materijali i otpad
- transportni sustavi
- Vodni sustavi i sustavi otpadnih voda